# Twipsy
Twipsy es la mascota de la Expo 2000. Su autor es Javier Mariscal, quien ganó el concurso al que se había invitado a participar a veinte diseñadores y dibujantes del panorama internacional. Twipsy simbolizaba los tres lemas básicos de la Expo: Humanidad, Naturaleza y Tecnología.
Según Mariscal, Twipsy llegaba de un pasado tan lejano como el Big Bang: chispa en expansión que se hizo estrella, célula, invertebrado, reptil, ave, mamífero y Twipsy. Estéticamente también venía del pasado: de las vanguardias artísticas del siglo pasado (Miró, Calder, Kandinsky...). Sin embargo, vivía en la red y miraba al futuro con mucho optimismo. 
Twipsy pretendía simbolizar todos los contenidos políticamente correctos del año 2000: era, a la vez, hombre y mujer, la viva representación del mestizaje y la fusión cultural que preside nuestra cultura contemporánea. Twipsy era algo así como un travestí que se mostraba fácilmente adaptable a la dinámica de transformación de la cultura de nuestro tiempo. 
El diseño de la mascota se vio acompañado por el desarrollo de una de serie de dibujos animados, "Twipsy", de veintiséis capítulos de media hora de duración, que se distribuyó en más de cien países.
- Datos: Q319209
- Multimedia: Twipsy / Q319209